# Vertikal
Albums de Cult of Luna
Eternal Kingdom
(2008) Mariner
(2016)
Vertikal est le sixième album studio du groupe suédois Cult of Luna. Il est sorti le 25 janvier 2013 sous le label Indie Recordings.

## Liste des titres
| 1.    | The One              | 2:16  |
| 2.    | I: The Weapon        | 9:24  |
| 3.    | Vicarious Redemption | 18:51 |
| 4.    | The Sweep            | 3:09  |
| 5.    | Synchronicity        | 7:13  |
| 6.    | Mute Departure       | 9:08  |
| 7.    | Disharmonia          | 0:45  |
| 8.    | In Awe Of            | 9:56  |
| 9.    | Passing Through      | 6:03  |
| 66:45 |                      |       |

| Piste bonus | Piste bonus       | Piste bonus | Piste bonus | Piste bonus | Piste bonus | Piste bonus | Piste bonus | Piste bonus | Piste bonus |
| No          | Titre             | Durée       |             |             |             |             |             |             |             |
| ----------- | ----------------- | ----------- | ----------- | ----------- | ----------- | ----------- | ----------- | ----------- | ----------- |
| 10.         | The Flow Reversed | 6:45        |             |             |             |             |             |             |             |
| 73:28       |                   |             |             |             |             |             |             |             |             |